# USS Bancroft (DD-598)
DD 598 Bancroft (Корабль соединённых штатов Бэнкрофт) — американский эсминец типа Benson.
Заложен на верфи Bethlehem Steel, Quincy 1 мая 1941 года. Заводской номер: 1516. Спущен 31 декабря 1941 года, вступил в строй 30 апреля 1942 года.
Выведен в резерв 1 февраля 1946 года. Из ВМС США исключён 1 июня 1971 года. Продан 16 марта 1973 года фирме Luria Bros. and Co. Inc. в Кливленде и разобран на слом.